# هارولد كاسكيت
هارولد كاسكيت (بالإنجليزية: Harold Kasket) هو ممثل بريطاني (وحمل سابقاً جنسية المملكة المتحدة لبريطانيا العظمى وأيرلندا)، ولد في 26 يوليو 1926 في المملكة المتحدة، وتوفي بنفس المكان في 20 يناير 2002.

## وصلات خارجية
- هارولد كاسكيت على موقع IMDb (الإنجليزية)
- هارولد كاسكيت على موقع ميوزك برينز (الإنجليزية)
- هارولد كاسكيت على موقع قاعدة بيانات برودواي على الإنترنت (الإنجليزية)
- هارولد كاسكيت على موقع قاعدة بيانات الفيلم (الإنجليزية)